# Radisson Lackawanna Station Hotel
O Radisson Lackawanna Station Hotel (construído como Delaware, Lackawanna and Western Railroad Station) é um edifício de estilo renacentista francês em Scranton, Pensilvânia.

## História

### Como estação de trem
A estrutura histórica foi construída como uma estação de trem em 1908. Foi fechada em 1970 e foi listada no Registro Nacional de Lugares Históricos dos EUA em 6 de dezembro de 1977. No início dos anos 1900, William Truesdale aprovou um plano para substituir a ferrovia de Scranton. A nova estação, a ser construída cerca de sete quarteirões a leste, seria uma estrutura muito maior. A ferrovia contratou o arquiteto nova-iorquino Kenneth MacKenzie Murchison, que executou o projeto em um estilo neoclássico que lembra a École des Beaux-Arts em Paris, onde ele havia sido treinado.
Construído de tijolo e aço a um custo de cerca de US$ 600.000, tem pisos e divisórias de concreto. O exterior é revestido com calcário de Indiana e tem um relógio de bronze de oito pés na fachada. A entrada principal que leva à antiga sala de espera é mobiliada com mármore italiano amarelo-rosado. Seu lobby, com dois andares, tem um piso de mosaico, um teto abobadado com vitrais, paredes de mármore e 36 murais de azulejos. As obras são inspiradas no trabalho do artista Clark Greenwood Voorhees.
Depois de algum tempo, uma alta antena de rádio foi instalada no telhado; a ferrovia foi pioneira no uso de comunicações sem fio entre trens e terminais. O edifício, que originalmente tinha cinco andares, teve um sexto andar adicionado para escritórios em 1923. O último trem, o Lake Cities, partiu da estação em 6 de janeiro de 1970. O prédio estava fechado e negligenciado, com janelas rachadas. O saguão foi usado para armazenar tabelas de horários e livros ferroviários antigos.

### Como hotel
No início da década de 1980, enquanto Scranton lutava contra uma taxa de desemprego de 13% e uma economia em crise, os líderes da cidade planejaram transformá-lo em um hotel. "Basicamente, estamos procurando pessoas que venham para Scranton", disse o prefeito James McNulty à Associated Press em 1982. "Queremos dar ao hotel uma dimensão de destino em vez de um local de passagem".
O edifício foi posteriormente comprado pela MetroAction, uma corporação focada no desenvolvimento do centro da cidade. A sua remodelação foi liderada pela The Erie Lackawanna Restoration Associates, um grupo de investidores privados que destinaram US$ 13 milhões por meio de uma combinação de dinheiro federal, estadual e municipal, além de doações de bancos e outras empresas locais. A obra de renovação ganhou o Prêmio de Honra de Design de 1984 do Instituto Americano de Arquitetos.
O edifício foi reaberto na véspera de Ano Novo de 1983, trazido de volta ao funcionamento por cerca de 650 foliões dançando ao som da Orquestra Guy Lombardo. A renovação da estação foi apenas metade da mudança no centro de Scranton; a outra foi o Steamtown USA, um museu inaugurado por McNulty em 3 de fevereiro de 1984. Em 1993, o hotel foi comprado por US$ 4 milhões pela DanMar Hotel Inc., que mudou sua afiliação dois anos depois para Radisson.
O DanMar começou a tentar vender o edifício em dezembro de 2004 à Universidade de Scranton, mas eles recusaram formalmente a oferta em maio de 2005. Acabou vendido por US$ 7 milhões para a Akshar Lackawanna Station Hospitality LP, pertencente a Calvin Investments LLC, que na época possuía cerca de uma dúzia de hotéis. O contrato foi assinado em julho de 2005 e a venda concluída em outubro. Os novos proprietários prometeram gastar de 1,5 a 1,7 milhões de dólares em renovações, que terminariam no verão de 2006, mas o trabalho realmente ocorreu de 2007 a 2009.